# Cristiada (film)

Sztandar powstańców Cristeros z napisem „Niech żyje Chrystus Król i Matka Boska z Gwadelupy”

Cristiada (tytuł ang. For Greater Glory) – film historyczny produkcji meksykańskiej, w reżyserii Deana Wrighta, na podstawie scenariusza Michaela Love, oparty na historycznych wydarzeniach wybuchu i przebiegu powstania Cristero. 
W filmie wystąpili m.in. Andy García, Eva Longoria, Oscar Isaac, Peter O’Toole, Eduardo Verástegui oraz Bruce Greenwood. Był to reżyserski debiut Deana Wrighta, specjalisty od efektów specjalnych m.in. w filmach „Titanic”, „Władca Pierścieni: Dwie wieże” (2002) czy „Władca Pierścieni: Powrót króla” (2003).

## Obsada
- Andy García – generał Enrique Gorostieta
- Eva Longoria – jego żona Tulita Gorostieta
- Mauricio Kuri – Józef Sánchez del Río
- Peter O’Toole – ksiądz Christopher (Cristobal Magallanes)
- Oscar Isaac – Victoriano „Czternastka” Ramírez, dowódca cristeros
- Santiago Cabrera – ksiądz Vega, dowódca cristeros
- Israel Islas – adiutant gen. Gorostiety
- Eduardo Verástegui – bł. Józef Anaklet González Flores
- Rubén Blades – prezydent Plutarco Elías Calles
- Nestor Carbonell – burmistrz Rafael Picazo
- Erando González – kapitan żandarmerii La Guada
- Ulises Nieto – Lorenzo, przyjaciel Józefa del Rio
- Adrian Alonso – Lalo, współtowarzysz walki
- Catalina Sandino Moreno – Adriana
- Bruce Greenwood – ambasador USA Dwight Morrow
- Bruce McGill – prezydent USA Calvin Coolidge
- Joaquín Garrido – minister Amaro
- Ignacio Guadalupe – biskup Pascual Díaz
- Karyme Lozano – doña María del Río, matka Józefa
- Andrés Montiel – Florentino Vargas
- Alma Martinez – señora Vargas

## Premiera
Premiera odbyła się 20 kwietnia 2012 w Meksyku, gdzie film spotkał się z gorącym przyjęciem, plasując się na pierwszym miejscu pod względem wpływów brutto ze sprzedaży biletów, a na drugim pod względem wpływów całkowitych, ustępując jedynie filmowi Titanic 3D.
W Stanach Zjednoczonych film wszedł na ekrany 1 czerwca 2012, natomiast polską premierę miał 7 kwietnia 2013.